# 早良町
早良町（さわらまち）は、福岡県早良郡にあった町。
1975年（昭和50年）3月1日、福岡市に編入合併。同日、早良郡は消滅した。現在は早良区の一部となっている。
本項では町制前の名称である早良村（さわらむら）についても述べる。

## 地理
福岡市の南西に隣接していた町で、現在の福岡市早良区中央部から南部までの地域を町域としていた。町域北部で福岡市と接し、南部では佐賀県と県境を成していた。町域の中心部は福岡市に近く、福岡平野の端部にあたる町域北部の東入部（ひがしいるべ）地区であったが、町域中央部の内野地区、脇山地区にも集落があった。現在では東入部地区は住宅開発が進み、内野地区でも幹線道路沿いに一戸建て住宅地の開発が行われている。
町域の東部・南部・西部は脊振山地となっており、民家は少ない。

### 隣接していた自治体・行政区
※1975年2月28日現在
- 福岡県
  - 福岡市（西区、南区） - ※当時、早良区および城南区は西区の一部
  - 糸島郡前原町
  - 筑紫郡那珂川町
- 佐賀県
  - 佐賀郡富士町
  - 神埼郡三瀬村、脊振村、東脊振村

## 歴史

### 近現代
- 1889年（明治22年）4月1日 - 町村制施行。町域には当時早良郡入部村、脇山村と内野村があった。
- 1955年（昭和30年）1月1日 - 早良郡入部村、脇山村、内野村が新設合併し、早良村が発足[2]。
- 1956年（昭和31年）8月1日 - 早良村が町制施行、早良町が発足[2]。
- 1975年（昭和50年）3月1日 - 福岡市に編入され[1]廃止。同時に西区の一部となる。
- 1982年（昭和57年）5月10日 - 西区の3分割に伴い、旧町域は早良区の一部となる。

## 行政

### 役場
町役場は現在、福岡市早良区役所入部出張所として業務を行っている。

## 地域

### 教育

#### 高等学校
かつては旧入部村域に福岡県立西福岡高等学校早良分校が存在したが、1965年3月末に閉校したため廃止当時は町内に高等学校が存在しなかった。

（現在、旧町域内にある早良高校は福岡市に編入後の開校である。）

#### 中学校
- 早良町立早良中学校

#### 小学校
- 早良町立入部小学校
- 早良町立内野小学校
- 早良町立脇山小学校
  - 板屋分校（福岡市編入後の1979年に閉校）
- 早良町立曲渕小学校（福岡市編入後の2019年3月末に休校）

（現在、旧町域内にある早良小学校は福岡市に編入後の開校である。）
小・中学校はすべて福岡市に引き継がれた。

## 交通

### 空港
町内に空港はないため、福岡市の福岡空港を利用することとなる。

### 鉄道
町内を鉄道路線は通っていない。福岡市に編入当時の最寄り駅は、筑肥線西新駅。

### バス路線
※福岡市に編入当時のもの。
- 西日本鉄道（西鉄バス）
  - 福岡市 - 早良町
- 昭和自動車（昭和バス）
  - 福岡市（早良口・原往還方面） - 早良町 - 三瀬村 - 神埼町 - 佐賀市

### 道路

#### 国道・主要地方道
- 国道263号（三瀬トンネルは福岡市に編入当時は未供用）
- 福岡県道56号福岡早良大野城線（現在の名称）